# Максимилиановская лечебница
Максимилиановская лечебница — первая в России поликлиника, оказывавшая помощь пациентам независимо от их ранга, пола и сословия. Первое медицинское учреждение в России поликлинического типа.

## История

### XIX век
- Идея создания подобного медицинского учреждения принадлежит голландскому врачу Ф. Ф. Фан-дер-Флаасу, выпускнику Военно-Медицинской академии. Идея была основана на возможности создания лечебного учреждения для приходящих больных, в том числе, низших слоев населения. На тот момент бедняки, как правило, не имели возможности обратиться к частным врачам, а имеющиеся на тот момент больницы не обеспечивали больным надлежащего ухода[1][2].
- 27 января 1849 года Фан-дер-Флаас представил проект новой лечебницы в «Общество посещения бедных». Проект был одобрен такими известными медицинскими деятелями, как доктор Н. Ф. Арендт и знаменитый хирург Н. И. Пирогов.
- Средства на постройку клиники собирались на добровольные пожертвования, почти четверть из которых внес сам Фан-дер-Флаас.
- 15 апреля 1850 года состоялось открытие Максимилиановской лечебницы. Разместилась больница на пересечении Вознесенского проспекта и Глухого переулка. Фан-дер-Флаас был назначен заведующим по медицинской и хозяйственной части.
- Помощь пациентам оказывалась круглосуточно. Основным направлением деятельности лечебницы было лечение ушных заболеваний. Для работы в больнице привлекались лучшие врачи Санкт-Петербурга, которые выполняли свою работу безвозмездно. Среди них был доктор Н. И. Пирогов, Н. Ф. Аренд, Вреден, Здекауэр, И. И. Кабат, Э. А. Я. Крассовский, А. А. Китер, М. А. Маркус, Ю. П. Неммерт, Раухфус, Г. И. Турнер, В. Б. Штольц, Э. Э. Эйхвальд[1][2].
- 3 мая 1853 года, после смерти герцога Максимилиана Лейхтенбергского, попечителя «Общества посещения бедных», лечебница получила название Максимилиановской[3].
- 27 апреля 1855 года попечительницей Максимилиановской лечебницы стала Великая княгиня Елена Павловна. С начала Крымской войны в лечебницу стали поступать больные и раненые. С распадом «Общества посещения бедных» лечебница перешла в Ведомство Великой княгини Елены Павловны[1].
- 7 апреля 1893 года директором лечебницы становится профессор Военно-Медицинской академии Н. А. Вельяминов. Он провёл ряд преобразований, таких как открытие ортопедического отделения, залов для лечебной физкультуры и массажа, зубоврачебного кабинета. В больнице проходили стажировку слушатели Военно-Медицинской академии[3].
- В 1887 году Городская дума прекратила субсидирование лечебницы.
- 1894 год — лечебница переведена в ведение Российского Красного Креста, попечительницей стала принцесса Е. М. Ольденбургская. В это время лечебница закупает два санитарных экипажа, открывается мастерская по производству ортопедического оборудования.

### XX век

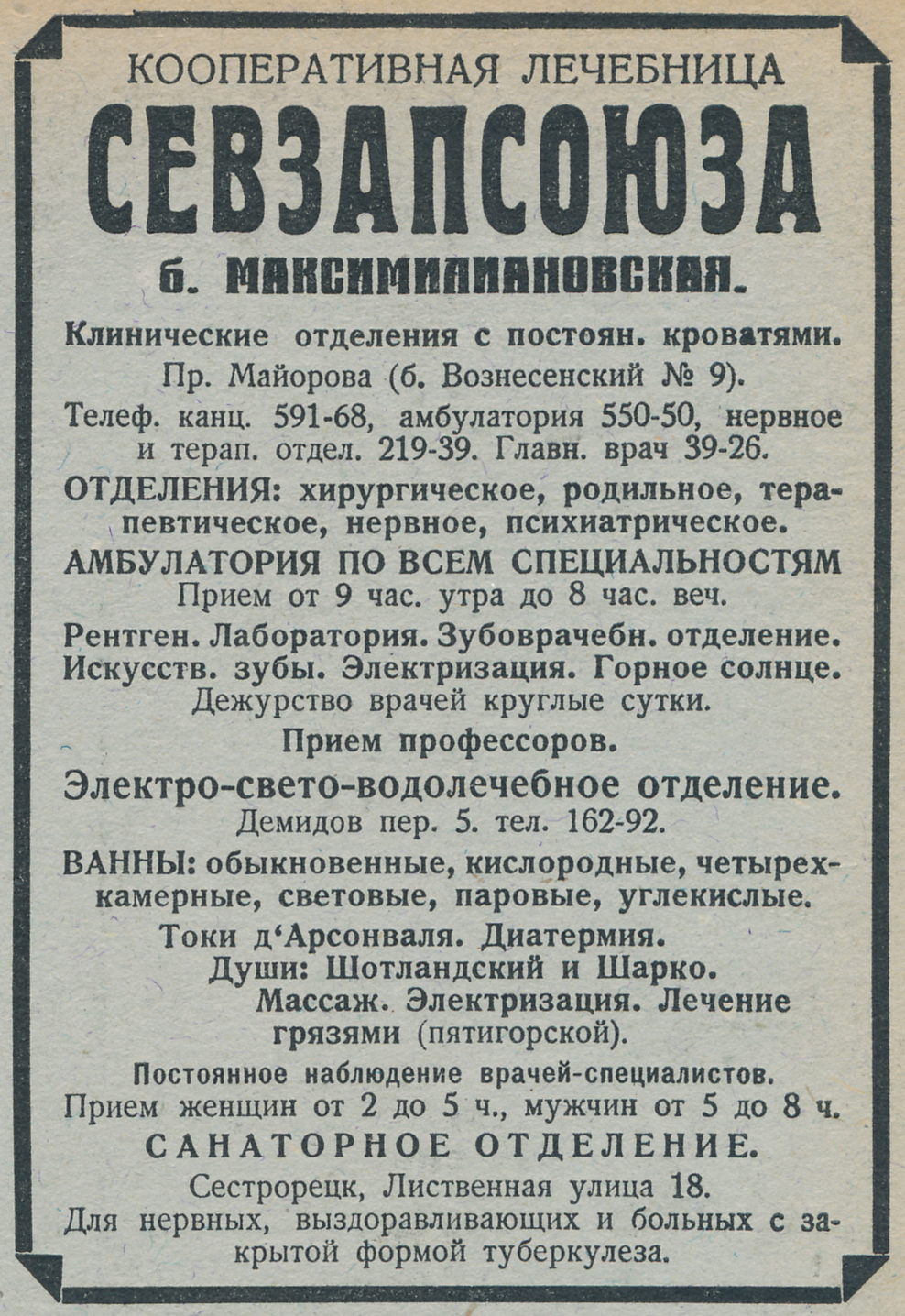
Реклама лечебницы, 1927 год.

- 1904—1905 годы — во время Русско-Японской войны при Максимилиановской лечебнице открыт эвакуационный лазарет.
- 1914 год — повторное открытие эвакуационного лазарета.
- 1917 год — в дни революций в больницу направлялись пострадавшие в уличных боях.
- 1920 год — больница принимает большое количество тифозных больных.
- 1938 год — на базе больницы создано хозрасчетное отделение для оказания платных медицинских услуг.
- 1941—1945 годы — в годы Великой Отечественной войны и блокады в больнице развернут госпиталь медсанслужбы МПВО.
- 1948 год — возобновление амбулаторного приема больных.
- 1976 год — больница переименована в честь большевика С. М. Нахимсона.
- 11 февраля 1992 года — больнице вернули историческое название[3].

### XXI век
В настоящее время Максимилиановская больница ориентирована на оказание платных медицинских услуг и услуг на основе системы добровольного медицинского страхования. При больнице работают:
- Отделение для восстановительного лечения больных с последствиями нарушения мозгового кровообращения, в том числе койки дневного пребывания
- Ортопедическое отделение для восстановительного лечения больных с последствиями травм и заболеваний опорно-двигательного аппарата, в том числе койки дневного пребывания
- Кардиологическое отделение для больных с острым инфарктом миокарда, в том числе койки дневного пребывания
- Неврологическое отделение для восстановительного лечения больных с заболеваниями периферической нервной системы, в том числе койки дневного пребывания
- Психосоматическое отделение
- Отделение сестринского ухода
- Отделение анестезиологии, реанимации и интенсивной терапии
- Паллиативная патронажная служба
- Хозрасчётное гинекологическое отделение
- Хозрасчётное консультативно-диагностическое отделение[3]